# Ultima speranza
Ultima speranza (titolo originale The Last Best Hope) è un romanzo poliziesco del 1988 di Ed McBain; è il libro conclusivo della serie di 13 titoli con protagonista l'avvocato Matthew Hope. Questo romanzo è anomalo per due motivi. Innanzitutto nel titolo, perché tutti gli altri libri della serie hanno titoli (in inglese) tratti da storie per bambini; l'anomalia si basa sul gioco creato dalla parola Hope, dato che il titolo può essere inteso sia come “la migliore ultima speranza” o come “Il migliore ultimo Hope”, nel senso di ultimo libro su Hope. L'altra stranezza è il coinvolgimento del personaggio di Steve Carella protagonista dell'altra serie di successo di McBain, quella sull'87º distretto.

## Trama
Matthew Hope è un avvocato di Calusa, Florida, e si sta riprendendo dalle ferite riportate durante il suo caso precedente. Hope è uno di quegli avvocati che non stanno seduti alla scrivania e risolve i casi non in tribunale, ma dandosi da fare con l'aiuto dei suoi fedeli collaboratori. 
Hope viene contattato da tale Jill Lawton che lo incarica di ritrovare il marito scomparso perché vuole il divorzio. Il marito, Jack aveva lasciato la Florida per trovare lavoro a New York e da allora non ha più fatto avere notizie. Quello che sembra essere un semplice caso, si trasforma in un'indagine per omicidio quando viene trovato un cadavere con i documenti di Jack Lawton. Ma quando si tratta di riconoscere la vittima, Jill dice che il morto non è suo marito. Quindi chi è il cadavere? 
L'indirizzo di Jack, dopo essersi trasferito a New York, è nell'ambito di responsabilità dell'87º distretto, e Hope finisce per parlare telefonicamente con Steve Carella creando un interessante (per i lettori che seguono lo scrittore) crossover che attraversa l'intero libro. 
Un terzetto, due uomini e una donna (Melania), sta progettando di rubare una coppa dall'aspetto insignificante, ma di alto valore per i collezionisti, dato che sembrerebbe essere la ciotola dalla quale Socrate ha bevuto il veleno.  Quello del misterioso Jack non sarà l'unico cadavere dato che tutti nella banda non vogliono dividere il bottino compresa la moglie Jill che ha una storia all'insaputa degli altri con Melania. Jill si era rivolta ad Hope solo per crearsi un alibi. Hope però non riesce a sventare il furto. Morale: una storia di scambi consenzienti, triangolazioni più o meno miste con cadaveri qui e là e scambi di identità. A volte i cattivi la fanno franca compreso Jack, ricomparso vivo, che potrebbe dimostrare di essere scomparso perché preso in ostaggio dalla banda.

## Edizioni
- Ed McBain, Ultima Speranza, traduzione di Nicoletta Lamberti, collana Omnibus, Arnoldo Mondadori Editore, 1998,  p. 248.